# ميناموتو تاكاهيتو
ميناموتو تاكاهيتو (源 尊仁 MINAMOTO Takahito)(مواليد 2 يوليو 1993، كاميغيو-كو، كيوتو، اليابان) هو رائد أعمال ياباني، رجل أعمال، ومستثمر عقاري. يشغل منصب المؤسس، المدير التمثيلي، والرئيس التنفيذي لشركة ميتّاكي هاي تيك كوربوريشن (MITAKY High-Tech Corporation, ミタキハイテク). يتمتع ميناموتو بخبرة واسعة كمستشار استراتيجي في مجالات الروبوتات، الطب التجديدي، والزراعة الذكية، حيث يقدم استشاراته لحكومات دول آسيوية وأفريقية لدعم استراتيجياتها التنموية.

## الحياة المبكرة والتعليم
وُلد ميناموتو 1993 في كاميغيو-كو، كيوتو، اليابان. حصل على درجتي ماجستير من جامعة كيوتو، اليابان: الأولى في علم الروبوتات من كلية الدراسات العليا للزراعة، والثانية في سياسة البيئة العالمية من كلية الدراسات العليا للدراسات البيئية العالمية. كما أتم دراسة تحليل البيانات في البحث النوعي بجامعة جاستوس ليبج جيسن في جيسن، هيسن، ألمانيا، في عام 2012. يُشار إلى أن لقب عائلته "ميناموتو" (源) يعدّ أحد الألقاب العريقة والنبيلة في اليابان.

## المسيرة المهنية

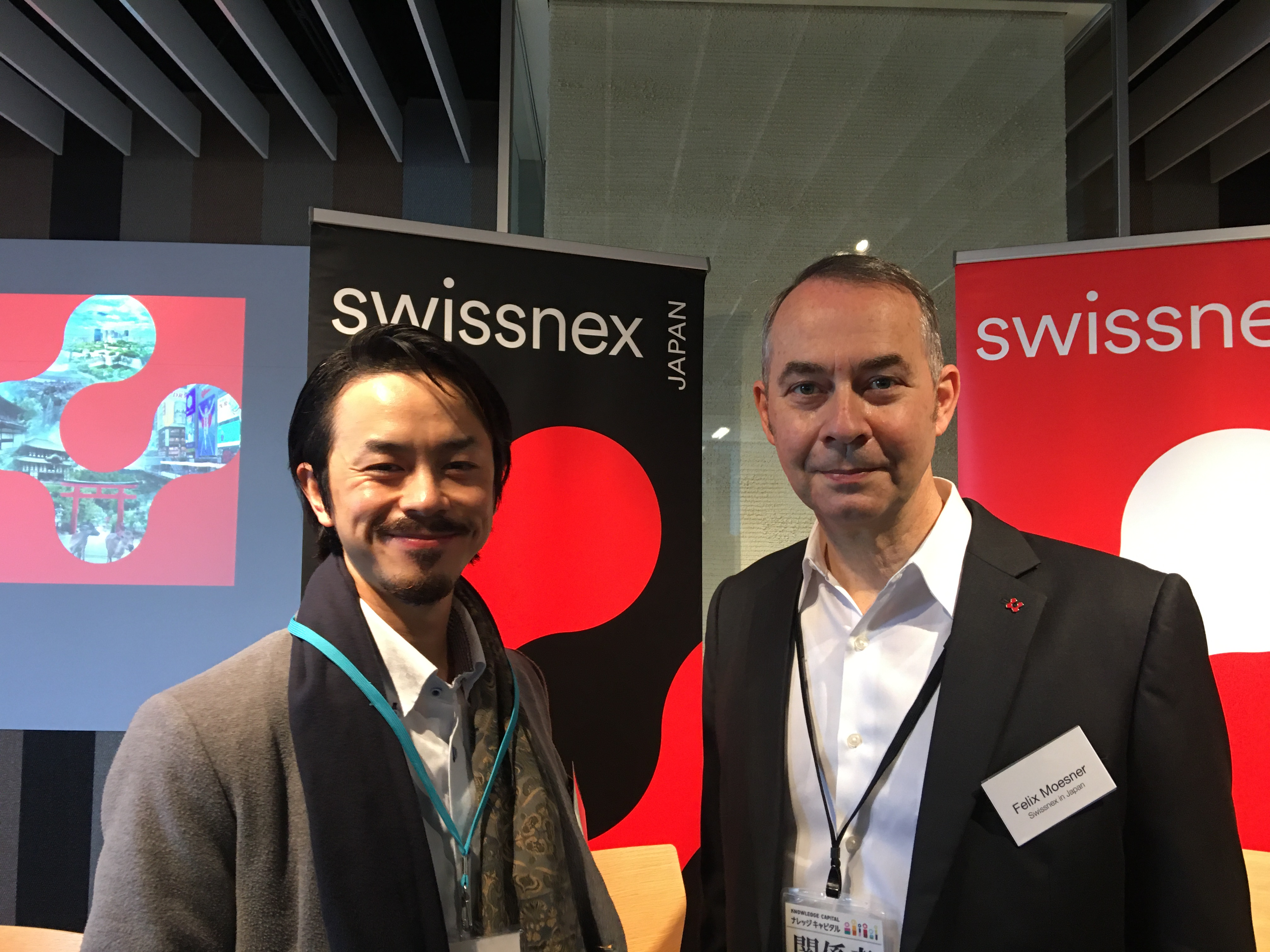
ميناموتو (يسار) مع فيليكس موسنر، القنصل السويسري في أوساكا

بدأ ميناموتو مسيرته المهنية كباحث في مجال البحث والتطوير في مختبر الروبوتات الميدانية ومختبر هندسة الاستشعار البيولوجي بجامعة كيوتو. عمل أيضًا كاستراتيجي مؤسسي في مجال استثمارات الطاقة الخضراء بالمقر الرئيسي العالمي لشركة يانمار هولدينجز المحدودة، وهي شركة يابانية متعددة الجنسيات مقرها أوساكا. إلى جانب ذلك، كان باحثًا مستقلاً ومطورًا للروبوتات في المركز الرئيسي للبحث والتطوير الخاص بالشركة في اليابان وفلورنسا، إيطاليا.
في عام 2020، أسس ميناموتو شركة ميتّاكي هاي تيك كوربوريشن (MITAKY High-Tech Corporation, ミタキハイテク)، وهي شركة تكنولوجية مقرها كيوتو، تركز على البحث والتطوير في مجالات الروبوتات وتقنيات الطب التجديدي. ومنذ ذلك الحين، يشغل منصب المدير التمثيلي والرئيس التنفيذي للشركة. بالإضافة إلى ذلك، يمتلك ميناموتو شركة ميناموتو فيلاز (源ヴィラ)، وهي شركة متخصصة في إدارة العقارات في اليابان.

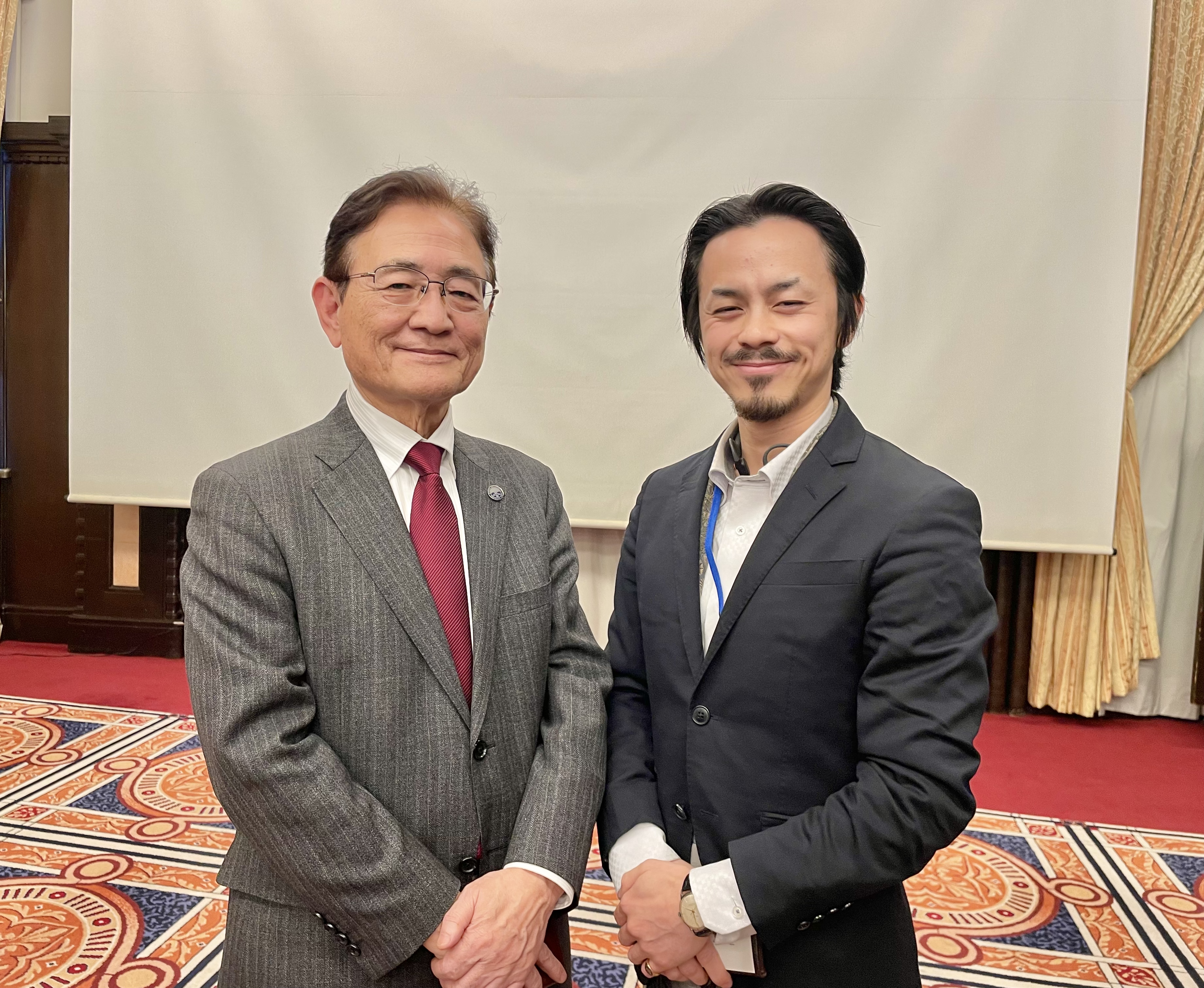
تاكاهيتو (يمين) مع البروفيسور ميناتو ناجاهيرو - رئيس جامعة كيوتو، في جاكوشيكايكان في طوكيو

## الملاحق
- ميناموتو
- جامعة كيوتو
- الروبوت الزراعي

### روابط خارجية
- Profil officiel de l'Agence japonaise pour la science et la technologie (JST) (en japonais)